# Hitchcock (film)
Pour les articles homonymes, voir Hitchcock (homonymie).
Pour plus de détails, voir Fiche technique et Distribution.
Hitchcock est un film biographique américain réalisé par Sacha Gervasi, sorti en 2012.
Le film revient sur le tournage du film culte d'Alfred Hitchcock : Psychose

## Synopsis
En 1959, Alfred Hitchcock vient de sortir son nouveau film, La Mort aux trousses. Si le succès — aussi bien critique que commercial — est au rendez-vous, le réalisateur n'oublie pas la remarque d'un reporter disant qu'il devrait prendre sa retraite. C'est alors que « Hitch » va se lancer dans son prochain projet, Psychose. Il va alors rencontrer diverses difficultés : trouver des fonds, braver la censure (notamment dans la scène de la douche). Il doit aussi gérer les relations avec sa femme, Alma Reville.

## Fiche technique
- Titre original et français : Hitchcock
- Réalisation : Sacha Gervasi
- Scénario : John J. McLaughlin, d'après le livre Alfred Hitchcock and the Making of Psycho (en) de Stephen Rebello (en)
- Direction artistique : Alexander Wei et Susannah Carradine
- Décors : Judy Becker (en)
- Costumes : Julie Weiss
- Photographie : Jeff Cronenweth
- Montage : Pamela Martin
- Musique : Danny Elfman
- Production : Alan Barnette, Joe Medjuck (en), Tom Pollock, Ivan Reitman, Tom Thayer
- Sociétés de production : Fox Searchlight Pictures, The Montecito Picture Company et Cold Spring Pictures
- Société de distribution : Fox Searchlight Pictures (États-Unis), 20th Century Fox (France)
- Pays de production :  États-Unis
- Langue originale : anglais
- Format : couleur
- Genre : drame, biopic
- Dates de sortie : 
  - États-Unis : 23 novembre 2012
  - Belgique, France : 6 février 2013

## Distribution
- Anthony Hopkins (V. F. : Jean-Pierre Moulin) : Alfred Hitchcock
- Helen Mirren (V. F. : Annie Le Youdec) : Alma Reville, épouse d'Hitchcock
- Scarlett Johansson (V. F. : Julia Vaidis-Bogard) : Janet Leigh
- Toni Collette (V. F. : Marjorie Frantz) : Peggy Robertson, l'assistante de Hitchcock
- Ralph Macchio : Joseph Stefano, le scénariste de Psychose
- Jessica Biel (V. F. : Vanina Pradier) : Vera Miles
- Danny Huston (V. F. : Philippe Vincent) : Whitfield Cook
- Michael Wincott (V. F. : Christian Pelissier) : Ed Gein
- Kurtwood Smith (V. F. : Patrick Raynal) : Geoffrey Shurlock
- Michael Stuhlbarg (V. F. : Arnaud Bedouët) : Lew Wasserman
- James D'Arcy (V. F. : David Van de Woestyne) : Anthony Perkins
- Wallace Langham : Saul Bass
- Tara Summers : Rita Riggs
- Currie Graham : Flack
- Frank Collison : Henry Gein
- Richard Portnow (V. F. : Jean-Jacques Moreau) : Barney Balaban
- Judith Hoag (V. F. : Dominique Lelong) : Lilian
- Paul Schackman : Bernard Herrmann

- Version française
  - Société de doublage : Dubbing Brothers
  - Direction artistique : Isabelle Brannens
  - Adaptation des dialogues : Juliette Caron et Manuel Delilez

Sources et légende : Version française (V. F.) sur RS Doublage et AlloDoublage

## Production

### Développement
En 1990, Stephen Rebello publie le livre Alfred Hitchcock and the Making of Psycho qui revient sur tous les aspects de la création du film Psychose d'Alfred Hitchcock, sorti en 1960.
Variety et The Hollywood Reporter, en 2005 rapportent que la chaîne A&E Network va produire un téléfilm d'après le livre. Le livre suscite alors l'intérêt de sociétés de production de films[réf. nécessaire].
En décembre 2011, il est révélé que le journaliste-scénariste Sacha Gervasi est en négociation avec The Montecito Picture Company, société d'Ivan Reitman, pour réaliser le film. Fox Searchlight Pictures, filiale de 20th Century Fox, se rattache ensuite au projet[réf. nécessaire].
John J. McLaughlin est engagé pour écrire le script. Il est rejoint par l'auteur du livre Stephen Rebello pour quelques réécritures centrées sur la relation d'Alfred Hitchcock avec sa femme durant le tournage.

### Choix des interprètes

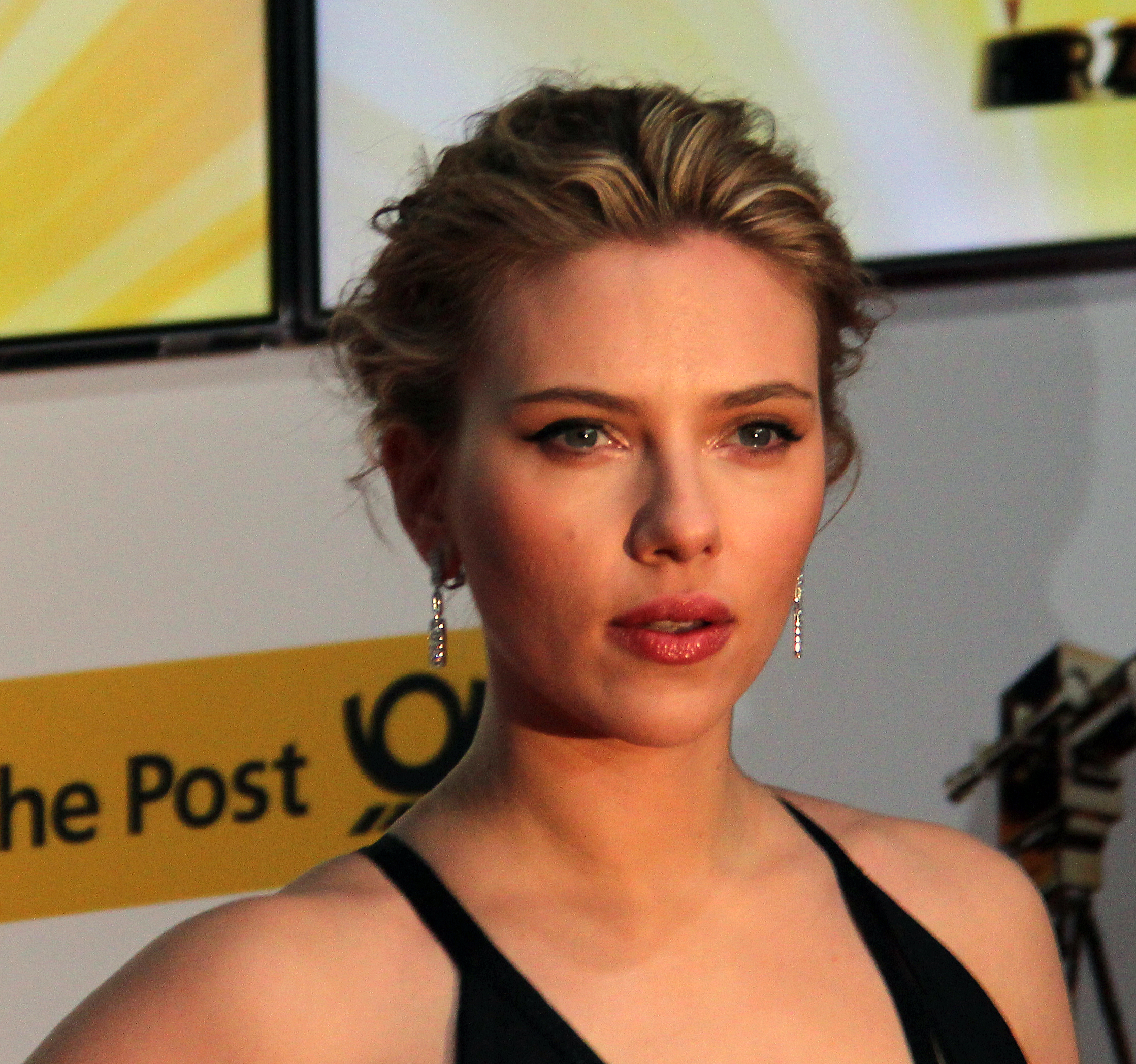
Scarlett Johansson, incarne Janet Leigh.

Anthony Hopkins est choisi pour incarner Hitchcock. Scarlett Johansson est choisi pour incarner Janet Leigh, James D'Arcy est choisi pour incarner Anthony Perkins. Jessica Biel est choisi pour incarner Vera Miles. 
Helen Mirren incarne Alma Reville, la femme de Hitchcock. Michael Wincott interprète Ed Gein, un tueur en série qui servit de « modèle » pour le personnage de Norman Bates.

### Tournage
Le tournage débute en avril 2012 à Los Angeles.

## Distinctions
- Golden Globes 2013 : nomination au Golden Globe de la meilleure actrice dans un film dramatique pour Helen Mirren
- Oscars 2013 : nomination à l'Oscar des meilleurs maquillages et coiffures